# ألبرشت فون فالنشتاين
ألبرشت فون فالنشتاين (بالألمانية: Albrecht von Wallenstein) (هرمانبش، 24 سبتمبر 1583 -- شب ، 25 فبراير 1634) عسكري و سياسي تشيكي من بين الأشهر في زمنه. قدم خدماته إلى الإمبراطور فرديناند الثاني خلال حرب الأعوام الثلاثين.
ولد في حضن عائلة تنتمي إلى طبقة النبلاء البوهيمية البروتستانتية، اعتنق الكاثوليكية فقط في سنة 1606. درس في ألتدورف بالقرب من نورمبيرغ، لمدة سنتين وسافر في فرنسا وإيطاليا حيث ثمـّن و شـُغـِف بالفن و بالنحت الإيطالي. كما أحب التنجيم.

## روابط خارجية
- ألبرشت فون فالنشتاين على موقع الموسوعة البريطانية (الإنجليزية)
- ألبرشت فون فالنشتاين على موقع إن إن دي بي (الإنجليزية)